# Gyergyai Albert (műfordító)
Gyergyai Albert, 1901-ig Schlesinger Albert, 1901 után Szegő Albert, később Gyergyai (Nagybajom, 1893. január 20. – Budapest, 1981. július 7.) magyar irodalomtörténész, egyetemi tanár, író, műfordító.

## Élete

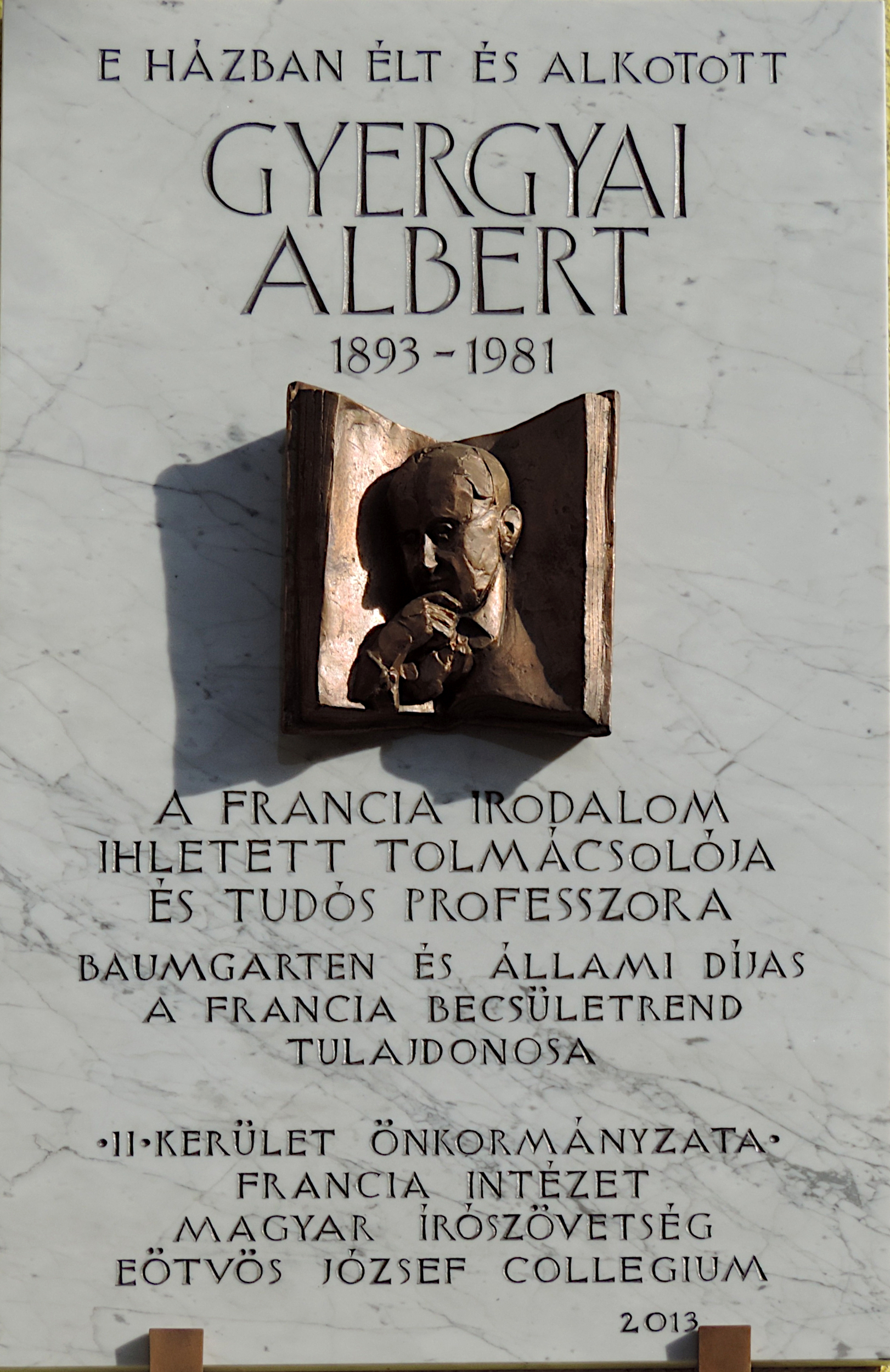
Gyergyai Albert emléktáblája lakhelyén, a II. Fillér utca 1. szám alatt

Középiskoláit a kaposvári főgimnáziumban végezte, majd innen került Budapestre az Eötvös József Collegiumba. 1914-től Tours-ban az École normale supérieure ösztöndíjasa, de az első világháború kitörésekor egy atlanti-óceáni szigetre internálták, majd betegsége miatt engedélyezték, hogy 1917-ben Svájcba távozzon. 1919-ben hazajött, 1920-ban tanári oklevelet szerzett, s hat éven át volt nevelő Lukács József bankár unokái mellett. A budai Kossuth Lajos Kereskedelmi Iskolában közel 20 évig volt tanár, közben az Eötvös József Collegium alkalmazta franciatanárként. 1950-től az Eötvös Loránd Tudományegyetemen modern francia irodalmat adott elő. Az Új Idők közölte első novelláját 1909-ben, melyet gimnazistaként írt, majd a Nyugat 1920-ban közölte első tanulmányát. A Magyar Írás munkatársa volt 1921–1927 között. 13 könyvet írt, 50 műfordításkötete és 36 általa szerkesztett antológia jelent meg. Fordításai közül jelentősebbek: Gustave Flaubert, Marcel Proust, Albert Camus, Jean Cocteau, Voltaire, La Fontaine, Honoré de Balzac, Villon, Montaigne, Émile Verhaeren.

## Művei
- Mai francia dekameron; ford., bev., életrajzok Gyergyai Albert; Nyugat, Bp., 1935 (Mai külföldi dekameron)
- A mai francia regény (könyvtanulmány, 1937)
- A falu jegyzőjéről (tanulmány, 1937)
- Mit olvassunk? Ötven francia regényről mesél Gyergyai Albert (1946)
- Francia művészet a Szépművészeti Múzeumban (1948)
- Francia irodalom (jegyzet, 1951)
- A francia felvilágosodás. Válogatás Diderot és az enciklopedisták műveiből; szerk., bev., jegyz. Gyergyai Albert, ford. Gyergyai Albert, Szávai Nándor; Művelt Nép, Bp., 1954
- Klasszikusok (tanulmány, 1962)
- Kortársak (esszék, 1965)
- A Nyugat árnyékában. Tanulmányok, arcképek, emlékezések, kritikák; Szépirodalmi, Bp., 1968
- Anyám meg a falum (visszaemlékezések, 1972)
- Ősz és tél között. Versek és műfordítások; Szépirodalmi, Bp., 1974
- Dorottya Visegrádon (elbeszélő költemény, 1975)
- Késői tallózás (tanulmány, 1975)
- Ima az Akropoliszon. A francia esszé klasszikusai (antológia, 1977)
- A falutól a városig (napló, 1979)
- Védelem az esszé ügyében (tanulmányok, emlékezések, kritikák, 1984)
- A várostól a világig (visszaemlékezések, 1986)

## Műfordításai
- A mai francia dekameron (bevezető, életrajzok, 1935)
- Voltaire: Candide vagy az optimizmus (regény, 1955)
- Voltaire: A vadember (regény, 1961)
- Flaubert: Bovaryné (regény, 1960)
- Flaubert: Érzelmek iskolája (regény, 1960)
- Proust: Az eltűnt idő nyomában (regényciklus, 1961–1983)
- Camus: Közöny (regény)
- Voltaire: Filozófiai ábécé (Réz Pállal, 1983)

## Díjai
- Baumgarten-díj (1933, 1937, 1946)
- francia Becsületrend (1937)
- A Magyar Népköztársaság Állami Díja II. fokozat (1970) – Tudományos életművéért, a világirodalom és a magyar irodalom témakörében írott tanulmányaiért.